# Anna Payer
Anna Payer (* spätestens um 1480; † 13. April 1546 in Freiburg im Breisgau) war die Äbtissin des Klarissenklosters Gnadental in Basel.
Anna Payer stammte aus einem ostschweizerischen Adelsgeschlecht. Ihr Vater Jakob Payer war Herr von Hagenwil und Vogt von Arbon. 1496 trat Anna ins Klarissenkloster Gnadental in Basel ein, wo sie um 1511/13 Äbtissin wurde. Nach der Auflösung des Klosters infolge der Reformation 1529 zog sie mit vier Nonnen nach Freiburg im Breisgau, wo sie von den dortigen Klarissen aufgenommen wurde.
In ihrer Basler Zeit pflegte sie Kontakt mit Konrad Pelikan, Guardian des Barfüßerklosters, und dem lutherischen Prediger Johann Eberlin, der ihr eine Abhandlung widmete.